# Subotica
Subotica (serb. Суботица, węg. Szabadka, hist. 1740–1918 niem. Maria-Theresiopel, hist. łac. Maria-Theresiopolis) – miasto w północnej Serbii, w Wojwodinie, stolica okręgu północnobackiego, siedziba miasta Subotica. Leży na Wielkiej Nizinie Węgierskiej, ok. 15 km od granicy z Węgrami (ale granicami administracyjnymi w północnej części styka się z Węgrami). Jest drugim co do wielkości (po Nowym Sadzie) miastem Wojwodiny i piątym całej Serbii.

## Historia
Pierwsza wzmianka o miejscowości została odnotowana w 1391 roku i wchodziła w tym czasie w skład Królestwa Węgierskiego. W XV wieku zbudowano w Suboticy zamek. W latach 1542–1686 znajdowało się w granicach Imperium Osmańskiego, a od 1686 roku Austrii, a od 1867 roku Austro-Węgier. Po 1918 r. cały region Wojwodiny, wraz z Suboticą, został przyłączony do Królestwa Serbów, Chorwatów i Słoweńców (od 1929 roku Jugosławii).

## Ludność
Miasto stanowi mozaikę narodowościową. Według spisu powszechnego z 2011 roku na 141 554 mieszkańców
- 34,98% mieszkańców zadeklarowało narodowość węgierską,
- 26,24% serbską,
- 10,87% buniewską,
- 10,42% chorwacką,
- 6,78% jugosłowiańską,
- 1,59% czarnogórską
- 1,17% romską.

Pod względem językowym dominującą grupą są użytkownicy diasystemu serbsko-chorwackiego, na drugim miejscu jest język węgierski. Język serbski jest najczęściej używanym językiem w życiu codziennym, ale węgierski jest także używany przez prawie jedną trzecią populacji w codziennych rozmowach. Oba języki są również powszechnie stosowane w komercyjnych i oficjalnych oznakowaniach
Według tego samego spisu 63,02% ludności jest wyznania rzymskokatolickiego, 25,96% prawosławnego, a 1,88% protestanckiego: luterańskiego lub kalwińskiego.

## Zabytki
Kościoły:
- Katedra św. Teresy z 1779 roku, w 1974 roku uzyskała honorowy tytuł Bazyliki mniejszej
- Kościół Franciszkański – w 1736 roku zbudowany pod wezwaniem Michała Archanioła
- Cerkiew Wniebowstąpienia Chrystusa – zbudowana w 1726 roku, w 1910 roku dobudowano nową dzwonnicę i ikonostas

Budynki w stylu secesyjnym:
- Ratusz miejski – wybudowany w 1912 roku. Przed budynkiem ratusza znajdują się wybudowane z ceramicznych płytek Zsolnaya fontanny: Zielona Fontanna z 1985 roku i Niebieska Fontanna z 2001 roku.
- Synagoga z 1902 roku projektu Marcella Komora i Dezső Jakaba
- Pałac Rajhla z 1904 roku – znajduje się w nim Galeria Sztuki Współczesnej

Instytucje kulturalne:
- Muzeum miejskie
- Teatr narodowy – dawny budynek teatru (mający ponad 150 lat) został zburzony w 2007 roku, obecnie planowana jest jego częściowa rekonstrukcja
- Biblioteka publiczna z 1890 roku

Place:
- Plac Wolności – największy, centralny plac miejski. Znajduje się przy nim Ratusz i Biblioteka miejska.
- Plac Poetów
- Plac Ofiar Faszyzmu – znajduje się na nim pomnik ku czci ofiar faszyzmu, mający 8 metrów wysokości i 18 metrów szerokości.

Pomniki:
- Pomnik Kanalarza – rzeźba wzorowana na znanym pomniku Čumila z bratysławskiego Starego Miasta.

## Gospodarka
W mieście rozwinął się przemysł maszynowy, środków transportu, elektrotechniczny, włókienniczy, spożywczy, chemiczny, skórzany, obuwniczy oraz drzewny.

## Współpraca
Miasta siostrzane:
- Dunajská Streda, Słowacja
- Odorheiu Secuiesc, Rumunia
- Ołomuniec, Czechy
- Osijek, Chorwacja
- Segedyn, Węgry

Miasta partnerskie:
- Baja, Węgry
- Budapeszt, Węgry
- Izola, Słowenia
- Kecskemét, Węgry
- Kiskunhalas, Węgry
- Monachium, Niemcy
- Namur, Belgia
- Tilburg, Holandia
- Turku, Finlandia
- Ulm, Niemcy
- Wolverhampton, Wielka Brytania
- Zagrzeb, Chorwacja
- Zirc, Węgry

## Galeria

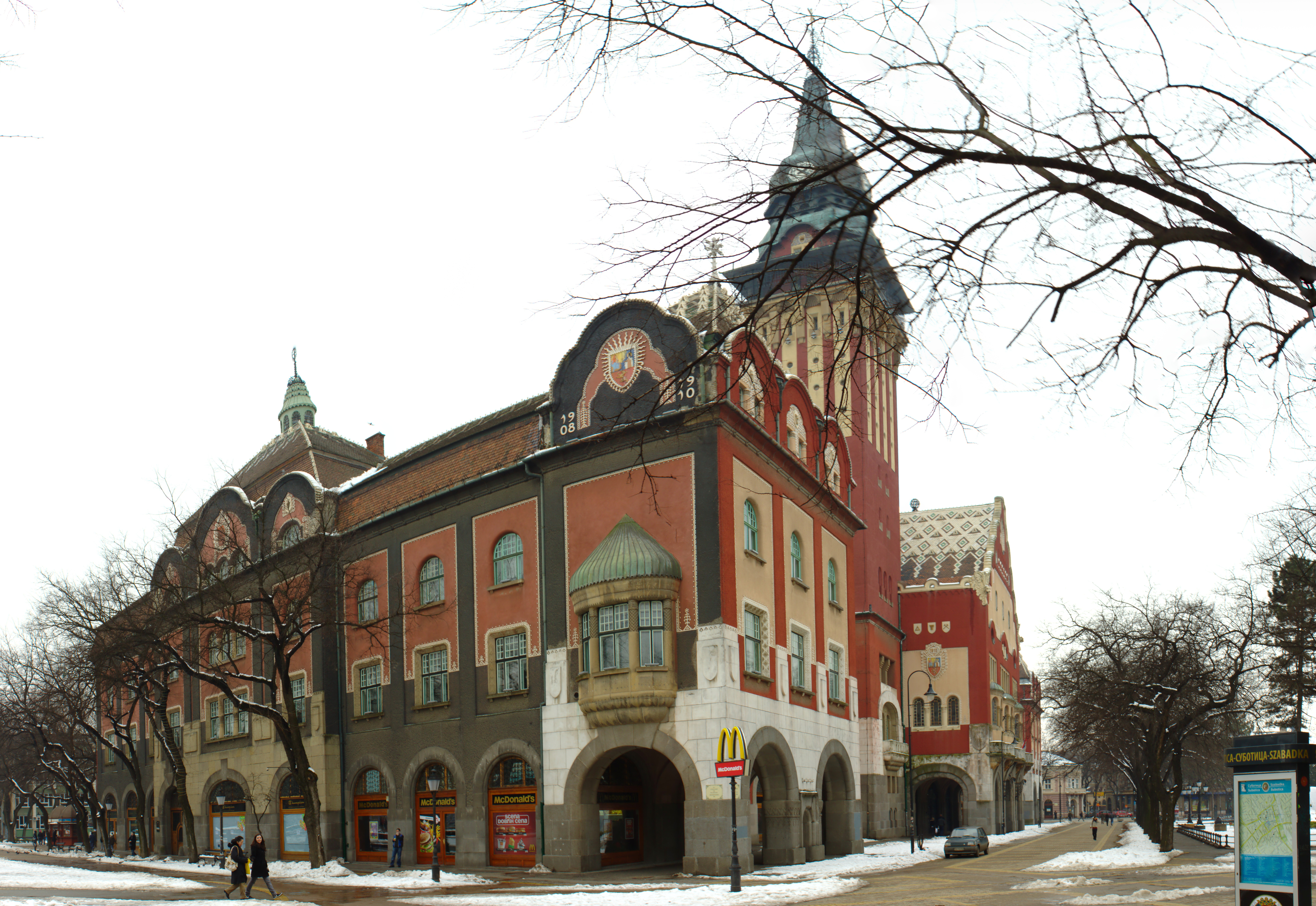
Ratusz
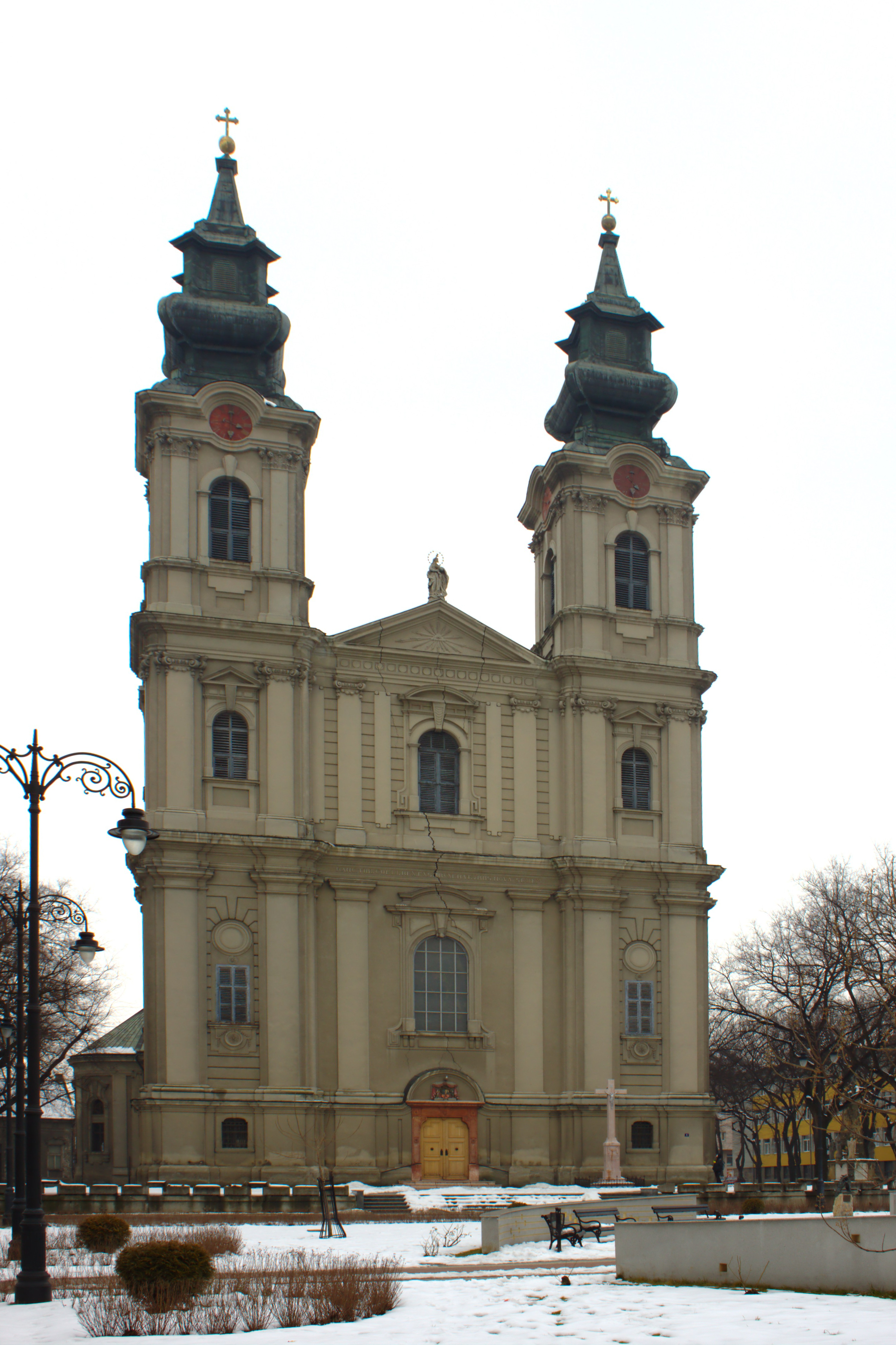
Katedra rzymskokatolicka
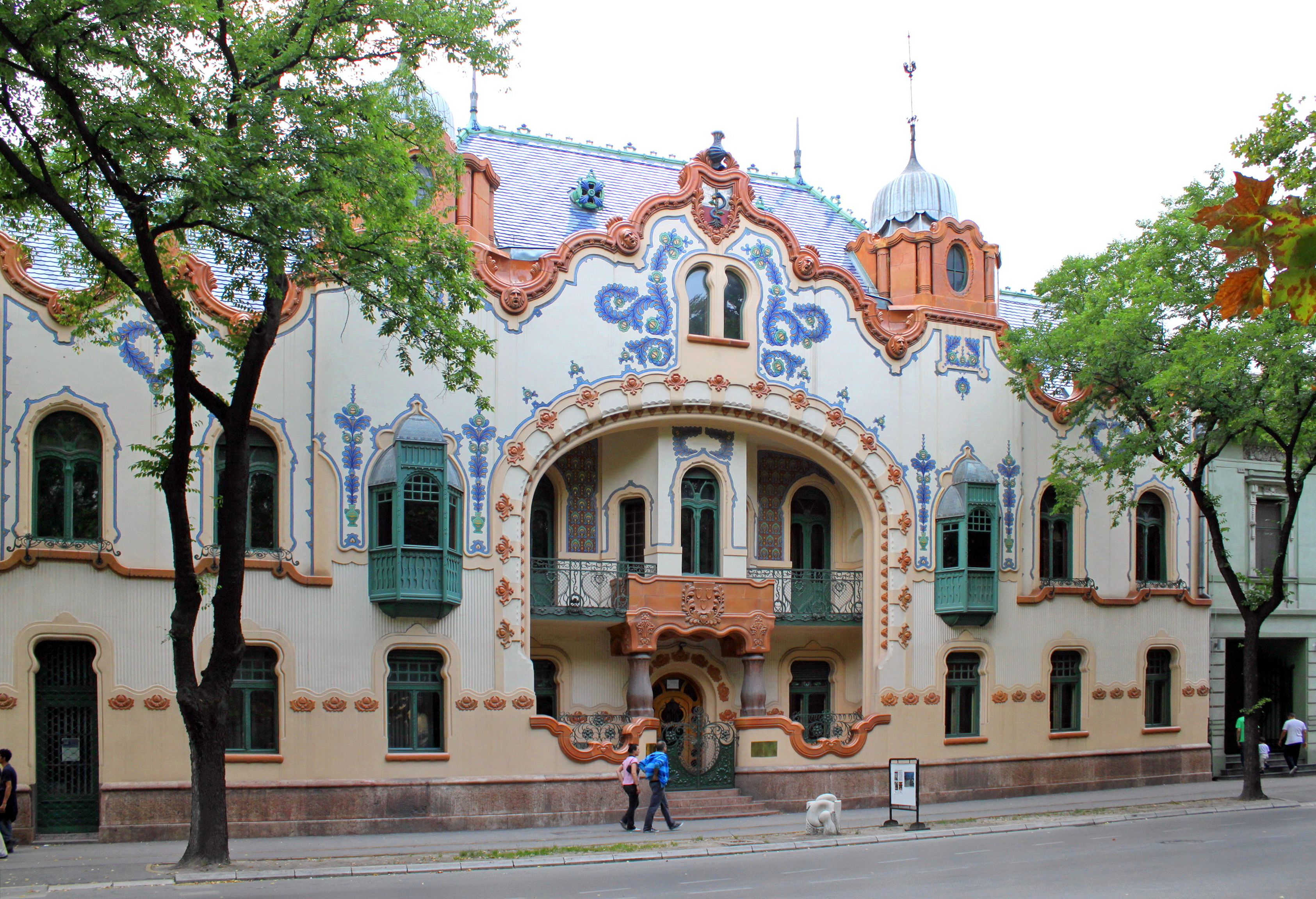
Pałac Rajhla (Galeria Sztuki Współczesnej)